# Richard Dyck
Richard Dyck, auch Richard van Dyck, Richard Ernst van Dyck und anglisiert zu Richard Ernest Van Dyck (* 26. Juni 1889 in Bremen; † 3. Oktober 1966 in Mamaroneck, Westchester County, New York, USA), war ein deutsch-amerikanischer Zeitungsjournalist, Schriftsteller und Übersetzer.

## Familie und frühe Jahre
Richard Ernst Dyck wurde in Bremen in eine Familie jüdischen Glaubens geboren. Seine Eltern waren der Kaufmann Louis Dyck und seine Ehefrau Mina geborene Pinette. Sein jüngerer Bruder war der international bekannte Pianist, Komponist und Musikpädagoge Felix Dyck (* 14. Januar 1893 in Bremen; † 1969 in Argentinien, Pseudonyme Miguel d'Alcantara, Ramon Cantara). Wohnhaft in Berlin–Charlottenburg, legte er 1908 in Berlin das Abitur ab. 1909 wurde er vom Militärdienst für das Studium zurückgestellt. Er studierte Rechts- und Staatswissenschaften an der Friedrich-Wilhelms-Universität Berlin, der Albert-Ludwigs-Universität Freiburg und Georg-August-Universität Göttingen. Am 9. Juni 1913 wurde er mit der Dissertation „Schadensersatzansprüche aus dem Arbeitskampf“ in Göttingen zum Doktor der Rechte (Dr. jur.) promoviert.
Er nahm als Soldat am Ersten Weltkrieg teil. Er war zunächst Unteroffizier, dann Leutnant. Im dritten Kriegswinter, am 11. November 1916, heiratete er Franziska „Fränze“ Schnitzer (* 16. Mai 1893 in Berlin; † unbekannt). Zum Zeitpunkt ihrer Eheschließung war sie ohne Beruf. Sie arbeitete 1916 in einem Lazarett und schrieb darüber das Buch Schnuppe im Lazarett Berliner Kriegstimmungen und Geschichten. Später war sie Filmkritikerin und Feuilleton-Redakteurin der Berliner Volks-Zeitung und schrieb auch unter dem Pseudonym Hanna Hessling. Sie nannte sich zum Teil Fränze Schnitzer (Kürzel „F. S.“), später auch Fränze Dyck–Schnitzer (Kürzel „F. D. S.“). Sie war neben Lucy von Jacobi (Tempo) und Lotte H. Eisner (Berliner Tageblatt) eine der ersten hauptberuflichen Filmjournalistinnen in Deutschland.
Die Ehe wurde in Berlin-Schöneberg am 30. Februar 1923 geschieden. Da Fränze zum Teil weiter den Namen Dyck–Schnitzer verwendete, womit ihr geschiedener Gatte aus unbekannten Gründen nicht einverstanden war, ließ er ihr 1929 amtlich untersagen, den Namen Dyck zu tragen und stattdessen nur ihren Geburtsnamen Schnitzer zu führen. Am 23. Oktober 1928 schloss Dyck mit 39 Jahren eine zweite Ehe. Er heiratete Eugenie Xenia Kuttner, geborene Boas (* 7. April 1885 in Konin, damals Russland). Dyck wurde mit der Eheschließung Stiefvater der drei Kinder aus Xenias früherer Ehe, Eva Rose, Gerhard und Fritz Kuttner. Sein Trauzeuge war sein Chefredakteur Hermann Zucker.
Nach der Novemberrevolution fand Richard Dyck als Referent 1919–1920 Anstellung in der Presseabteilung des preußischen Staatsministeriums (Landesregierung) und im Nachrichtenbüro der Verfassungsschutzbehörde, beim preußischen Staats- und Reichskommissar für Überwachung der öffentlichen Ordnung Robert Weismann. Dabei arbeitete er quasi gleichzeitig als Mitarbeiter der zeitweise offiziösen Deutschen Nachrichtenagentur (Dena), was von der linken Presse scharf kritisiert wurde. Vermutlich ebenfalls im Auftrag des Dienstherrn wandte er sich 1920 publizistisch mit Aufsätzen in Fachzeitschriften gegen Frankreichs Besatzungsregime und separatistische Propaganda am Rhein.
Gegen Ende des Hyperinflationsjahres 1923 wurde Dyck kurzzeitig Prokurist bei einer in Berlin-Charlottenburg gegründeten Privatbank, der Allgemeine Industrie- und Handelsbank KGaA. Es blieb ein kurzes Zwischenspiel, bevor er in den Journalismus wechselte.

## Journalismus und Publizistik in der Weimarer Republik
Noch im selben Jahr wurde er Redakteur bei der Berliner Tageszeitung 8 Uhr-Abendblatt, dem Nachfolger der alten liberalen National-Zeitung, die 1927 vom Mosse-Verlag gekauft wurde. Die hohe Auflage (zeitweise 100.000 Stück) erreichte das boulevardesk gemachte Blatt auch mit Sensationen. Der Jurist wurde auch als Polizei- und Gerichtsreporter tätig. Er berichtete beispielsweise über den Jakubowski-Prozess. Als Sonderberichterstatter wurde er zu spektakulären Vorgängen, zum Beispiel bei Luftfahrt-Pionierleistungen, gesandt. Er schrieb ebenfalls für das Feuilleton, etwa Filmkritiken oder über die Bayreuther Wagner-Festspiele. Er nahm jedoch auch regelmäßig als politischer Berichterstatter an den täglichen Regierungs-Pressekonferenzen, dem Vorläufer der Bundespressekonferenz, im Ordenspalais teil.
Dyck versuchte sich gelegentlich als Hörfunk- und als Filmautor. Gemeinsam mit Guido K. Brand verfasste er 1922 ein Filmmanuskript, das auf Nikolai Gogols Kosaken-Erzählung Taras Bulba aus der Ukraine des 17. Jahrhunderts fußte. 1929–1931 war er mehrfach mit Beiträgen live im Rundfunk zu hören, etwa zu historischen Stoffen wie den Geheimagenten Napoleons und Bismarcks oder mit Reiseberichten und Vorträgen über eine wohl 1931 unternommene längere Reise nach Marokko.
Dyck engagierte sich im Deutschen Bühnen-Klub. Er wurde zwischen 1929 und 1933 mehrmals als Schriftführer in den vom Schauspieler und Regisseur Emil Rameau geführten Vorstand gewählt und bestätigt.
Ende der Zwanziger Jahre begann er aus dem Französischen für Presse und Buchverlage zu übersetzen. Er übersetzte die Lebenserinnerungen der Baronin de Vaughan, Blanche Zélia Joséphine Delacroix, Ehefrau des Königs der Belgier Leopold II., welche 1929–1930 im Vertrieb des Korrespondenzverlegers Rudolf Dammert als Zeitungsserie erschienen.
Er übersetzte mehrere Erinnerungsbücher des bulgarischen Diplomaten Dimitri Jotzoff (auch: Jocov), die im Peter J. Oestergaard Verlag in Berlin-Schöneberg erschienen, so Zar Ferdinand von Bulgarien : Sein Lebenswerk im Orient (1928) und Leuchtendes Asien. Erinnerungen und Erlebnisse eines Diplomaten (1932) sowie Odyssee eines Konsuls ; Erlebnisse eines Diplomaten im Weltkriege (1934). Die Verbindung mit Bulgarien führte zur Auszeichnung mit dem bulgarischen zivilen Verdienstorden.
Sene Reise nach Marokko 1931 führte 1933 zur Veröffentlichung des Buches Land ohne Zeit : Marokko, das er mit eigenen Fotografien illustrierte. Es erschien ebenfalls bei Oestergaard. Es wurde 2013 neu aufgelegt.

## Flucht und Exil
Nach der Errichtung der nationalsozialistischen Diktatur, die ihn als Jude bedrohte und seinen Arbeitgeber, den jüdischen Mosse-Verlag, massiv unter Druck setzte, entschloss sich Dyck bereits 1933 zur Emigration nach Frankreich. Er wurde Redakteur bei Georg Bernhards Exilzeitung Pariser Tageblatt, später der Pariser Tageszeitung. Bis April 1937 schrieb er für Lokales, Feuilleton und Filmkritiken unter dem Pseudonym „René Dufour“, Kürzel „-four“. Er war außerdem als Übersetzer beim Pressedienst Cooperation und als Ansager bei Radio Strasbourg tätig.
Nach Beginn des Zweiten Weltkriegs 1939 wurden Flüchtlinge und Asylanten in Frankreich als Arbeitskräfte für gemeinnützige Arbeiten, so genannte „prestations“, herangezogen; auch Dyck wurde als „prestataire“ interniert einem Arbeitskommando zugeteilt („Compagnies de travailleurs étrangers“, kurz CTE, in der Umgangssprache „compagnies de prestataires“). Von seinem letzten Aufenthaltsort, dem Dorf Soumoulou auf der französischen Seite der Pyrenäen, floh Dyck (wie die meisten vermutlich zu Fuß) 1941 weiter über Spanien nach Portugal. In Lissabon schiffte er sich am 19. Dezember 1941 wie zahlreiche aus Frankreich fliehende Emigranten, die von Fluchthilfeorganisationen wie Varian Frys Emergency Rescue Committee unterstützt wurden, nach Amerika ein. Der Dampfer SS Guiné, der regelmäßig von amerikanischen Hilfswerken gechartert wurde, brachte ihn, seine Frau Xenia und seine Stieftochter, die 23-jährige Studentin Eva Rose Kuttner, nach New York. Am 14. Januar 1942 kamen sie dort an.
1940 hatte Deutschland ihm seine Staatsbürgerschaft aberkannt. Bereits im Juli erklärte er vor den US-Behörden amtlich seine Absicht, Staatsbürger werden zu wollen. Auf die Einbürgerung musste er fünf Jahre warten. Sie wurde am 24. Juli 1947 in New York vollzogen. Sein Name wurde im Zuge des Verfahrens gerichtlich geändert von Richard Dyck zu Richard Ernest Van Dyck. Bei seiner Ehefrau änderte sich der Name von Eugenie Dyck zu Xenia Van Dyck.  Es ist nicht völlig klar, ob das „van“ tatsächlich auf eine niederländische Herkunft hinweist und von der Familie aus Assimilationsgründen fallengelassen wurde, oder ob Richard Dyck das „van“ nach der Flucht in die USA ohne jeden Traditionsbezug hinzugefügt hat – etwa, um auf Distanz zu Deutschland zu gehen und eine niederländische Herkunft zu suggerieren (was häufig vorkam). Literatur, publizistische und amtliche Quellen wie etwa Urkunden führen ihn vor seiner Auswanderung ausschließlich ohne „van“. In seinen Presseveröffentlichungen blieb er aber bei Richard Dyck. Auf ihrem gemeinsamen Grabstein stehen er und seine Frau aber als „Van Dyck“.
Nach seiner Ankunft arbeitete er in New York als Krankenpfleger am jüdischen Mount Sinai Hospital. Er war zeitweise freier Mitarbeiter der deutschsprachigen Tageszeitung New Yorker Staats-Zeitung. Am 1. November 1944 trat er in die Redaktion der deutschsprachigen jüdischen Wochenzeitung Aufbau ein. Dort blieb er, zeitweise stellvertretender Chefredakteur, bis 1959 und prägte Aufmachung, inhaltlichen Fokus und politische Richtung des Blattes in der Nachkriegszeit, in der es neben der Integration der jüdischen Zuwanderer in die USA vorrangig um deutsche Entschädigungen, die Aufarbeitung der Shoah, das Schicksal der Flüchtlinge und die Zukunft des Staates Israel ging. Er nahm teilweise eine ausgleichende und auf Verständigung zielende, teilweise eine kämpferische und unversöhnliche Haltung ein. Dyck spielte auch persönlich eine wichtige Rolle in der jüdisch-deutschen Exil-Community im Großraum New York. Der Großteil seiner Artikel für den Aufbau sind vom Leo-Baeck-Institut digitalisiert worden und online verfügbar.
Dyck wirkt in der Nachkriegszeit gelegentlich an publizistischen Projekten zur Sicherung des jüdischen Erbes mit, etwa durch einen Handbuchbeitrag „The Jewish Influence on Journalism“ für Dagobert D. Runes’ großes Standardwerk The Hebrew Impact on Western Civilization.
Zeitweilig war er in seinen letzten Jahren als Korrespondent für die Deutsche Presse-Agentur (dpa) und Schweizer Zeitungen wie die Appenzeller Zeitung, Schaffhauser Nachrichten und Neue Bündner Zeitung tätig.
Sein Grab ist auf dem Friedhof Greenwood Union Cemetery in Rye, Westchester County, New York. Seine Ehefrau Xenia, die bereits 1961 starb, ist ebenfalls hier begraben.

## Schriften (Auswahl)
- Dyck, Richard. Schadensersatzansprüche aus dem Arbeitskampf. Inaugural-Dissertation zur Erlangung der Doktorwürde der Hohen Juristischen Fakultät der Georg-August-Universität Göttingen. Hochschulschrift. Göttingen: Druck Louis Hofer 1913 [86 Seiten]. [GoogleBooks] [HathiTrust]
- Dyck, Richard (1927) [Übersetzer aus dem Franz.]. Jotzoff, Dimitri. Zar Ferdinand von Bulgarien Sein Lebenswerk im Orient. Berlin-Schöneberg: Peter J. Oestergaard Verlag.
- Dyck, Richard (1932) [Übersetzer aus dem Franz.]. Jotzoff, Dimitri. Leuchtendes Asien. Erinnerungen und Erlebnisse eines Diplomaten. Berlin-Schöneberg: Peter J. Oestergaard Verlag.
- Dyck, Richard. (1933). Land ohne Zeit : Marokko. Mit 46 Aufnahmen des Verfassers. Berlin-Schöneberg: Peter J. Oestergaard Verlag. 2013 wiederaufgelegt: Salzwasser Verlag, Paderborn.
- Dyck, Richard (1934) [Übersetzer aus dem Franz.]. Jotzoff, Dimitri. Odyssee eines Konsuls ; Erlebnisse eines Diplomaten im Weltkriege. Berlin-Schöneberg: Peter J. Oestergaard Verlag.
- Dyck, Richard (1951). „The Jewish Influence on Journalism“. In: Dagobert D. Runes (Hrsg.): The Hebrew Impact on Western Civilization. Seacaucus, N.J. : Citadel Press, S. 623–702.